# Znak Podgorici
Znak Podgorici, hlavního města Černé Hory, byl přijat jako symbol města (společně s vlajkou) v roce 2006. Nahradil zastaralý znak, který město používalo za dob Jugoslávie, kdy se jmenovalo Titograd.

## Popis
Znak je tvořen stříbrným štítem se třemi modrými proužky, horním lomeným. Na štítu je položena koruna, štítonoši jsou dva stříbrní lvi. Pod štítem jsou zlaté listy vinné révy.

## Symbolika
- Stříbrný štít představuje vodu. Mezi všemi charakteristickými rysy tohoto města je nejdůležitější vodní bohatství – 6 řek (největší Morača) a Skadarské jezero (největší jezero na Balkáně).
- Dvě historická města poblíž Podgorici (Medun a Duklja) jsou prezentovány jako dva modré vodorovné pruhy. A to (obrazně) z toho důvodu, že představují základ současné Podgorici.
- Univerzální symbol, jehož tvorba byla založena na stylizaci všech rozeznatelných symbolů moderní Podgorici, které jsou známy dnes (město Nemanja, hodinovou věž (Sahat-kula), památník na vrchu Gorica, brány, mosty atd.), jsou sloučeny do jedné modré lomené čáry, umístěné nad dvěma vodorovnými pruhy.
- Koruna představuje postavení hlavního města Černé Hory.
- Dva stříbrní lvi jako štítonoši symbolizují sílu města a podporu všech obyvatel a navrženi byli díky inspiraci z nejstaršího podgorického znaku – znaku Božidara Vuković-Podgoričanina.
- Zlaté listy vinné révy představují vinice, kterými je Podgorica známá.

## Historie
Název Podgorica je používán od roku 1326. V letech 1946–1992 bylo město na počest bývalého jugoslávského maršála a prezidenta Josipa Broze Tita pojmenováno Titograd.

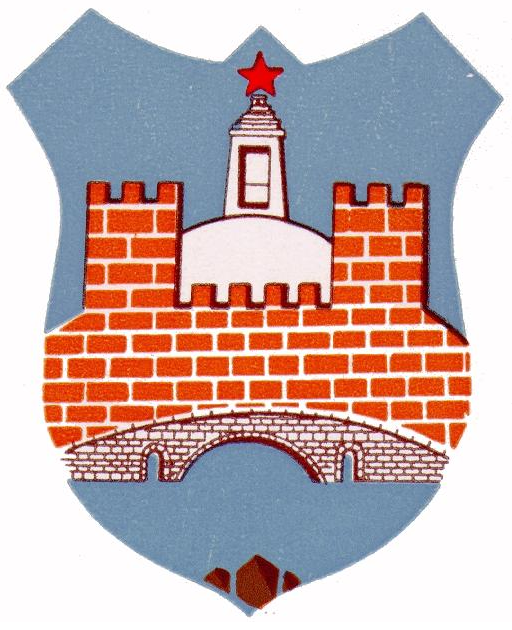
Znak Titogradu (1946?–1992)

Znak Podgorici byl oficiálně přijat (společně s městskou vlajkou) 30. března nebo 30. května 2006. Autorem znaku (i vlajky) byl architekt Srđan Marlović.